# Audi RS Q3
Audi RS Q3 — спортивный кроссовер выпускаемый подразделением Audi Sport GmbH (ранее quattro GmbH) на платформе Audi Q3. Автомобиль был представлен в 2012 году на Пекинском автосалоне.
В 2015 году был произведён рестайлинг модели, обновлен внешний облик и улучшены технические характеристики.

## Характеристики

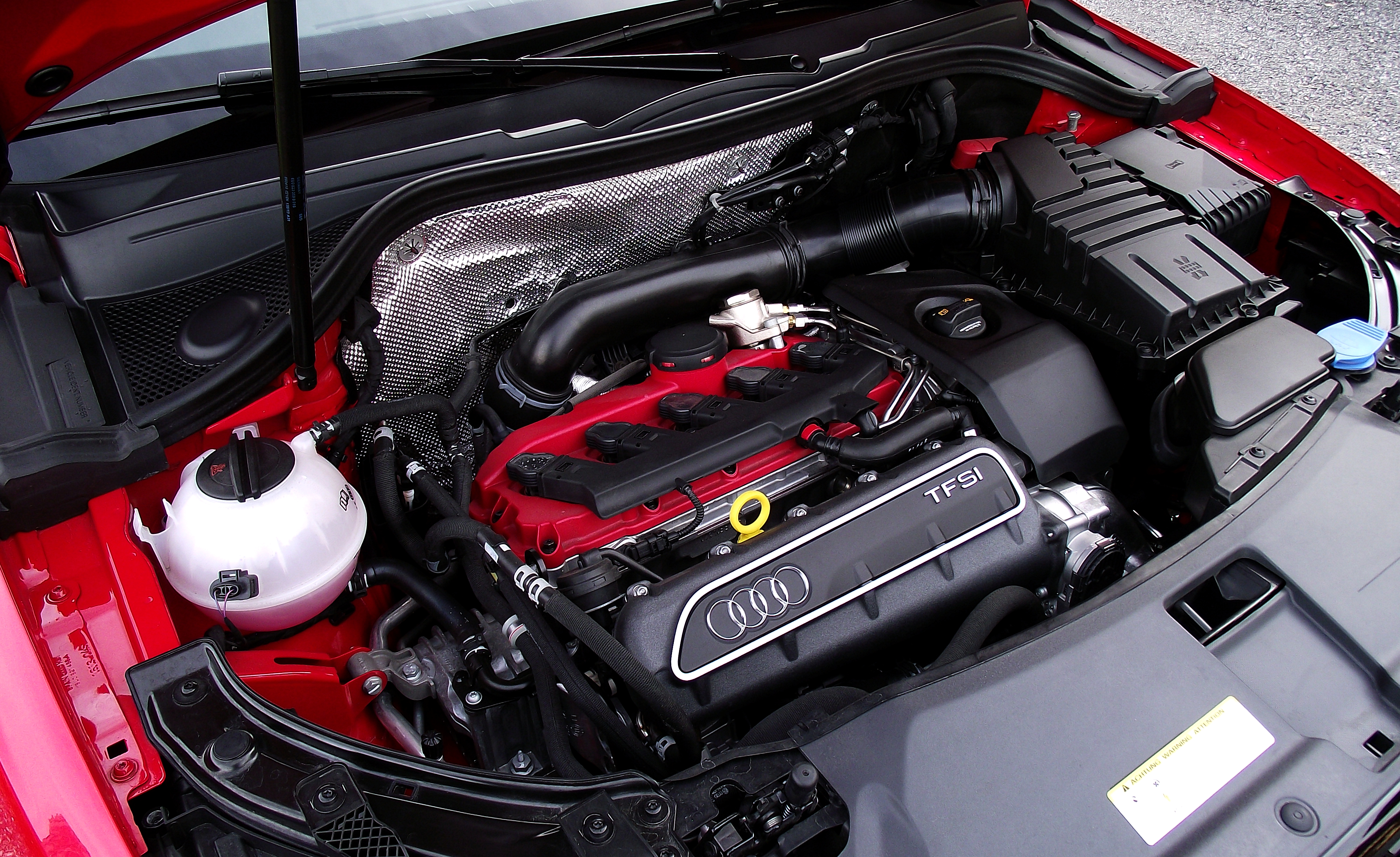
Двигатель RS Q3

| Audi RS Q3           | 2013                         | 2015                         |
| -------------------- | ---------------------------- | ---------------------------- |
| Двигатель            | 2,480 см3 R5 TFSI (VW EA855) | 2,480 см3 R5 TFSI (VW EA855) |
| Мощность двигателя   | 228 кВт (310 л. с.)          | 250 кВт (340 л. с.)          |
| Трансмиссия          | Роботизированная, 7-ступ.    | Роботизированная, 7-ступ.    |
| Разгон (0-100 км/ч.) | 5.2 сек.                     | 4.8 сек.                     |
| Макс. скорость       | 250 км/ч.                    | 250 км/ч.                    |
| Вес                  | 2100 кг.                     | 2100 кг.                     |

## Галерея

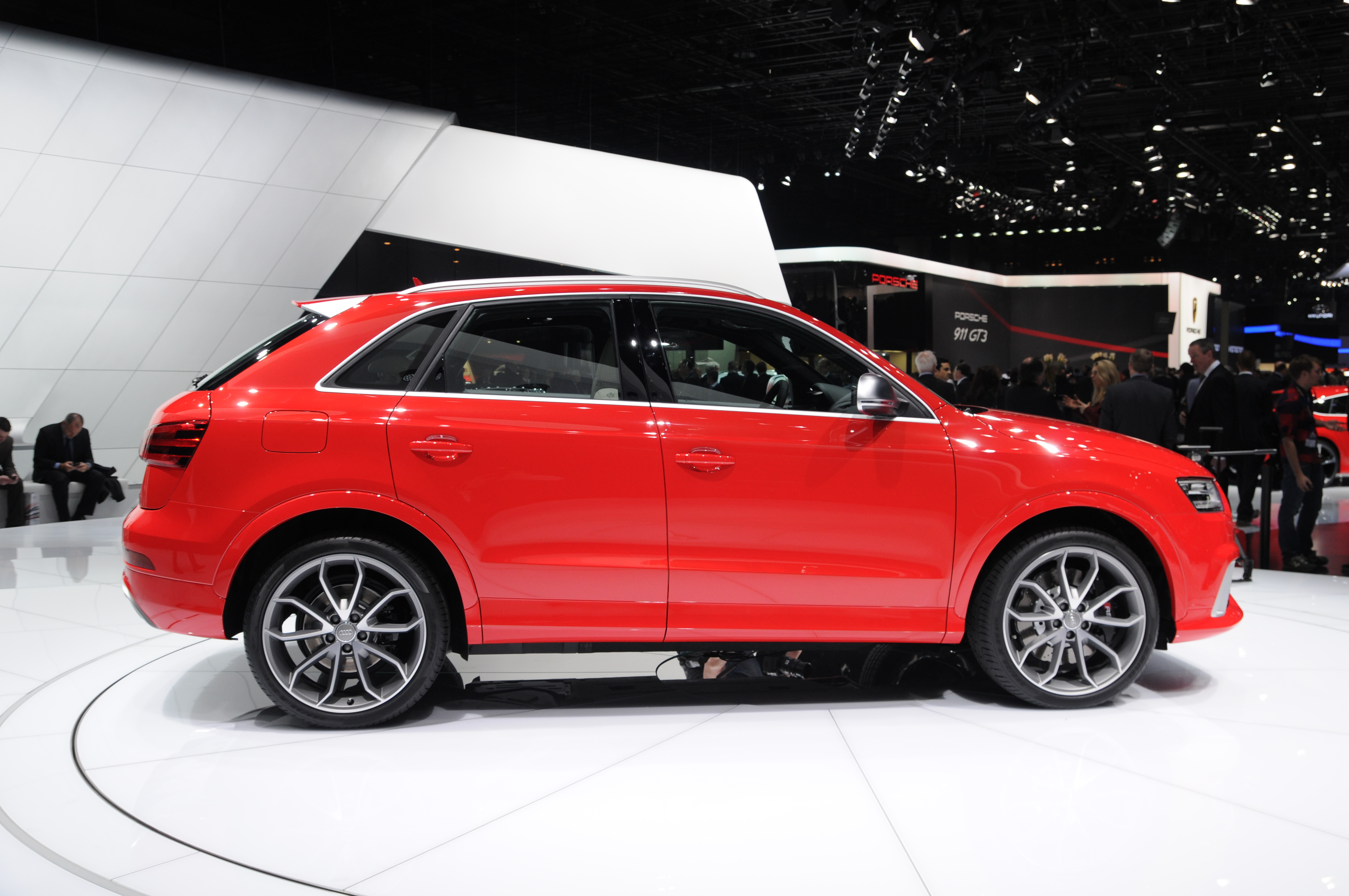
RS Q3 (2013)
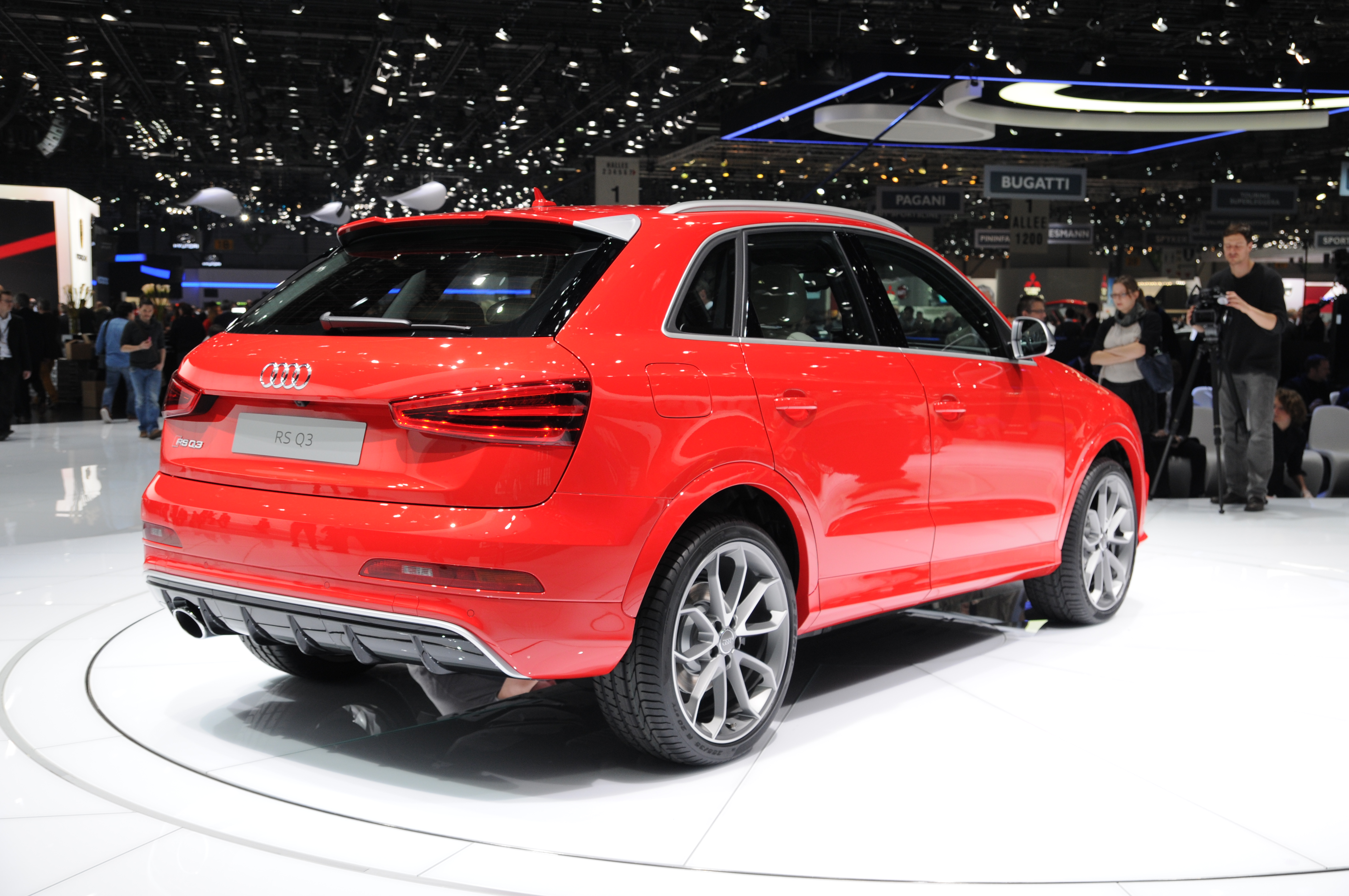
RS Q3 (2013)
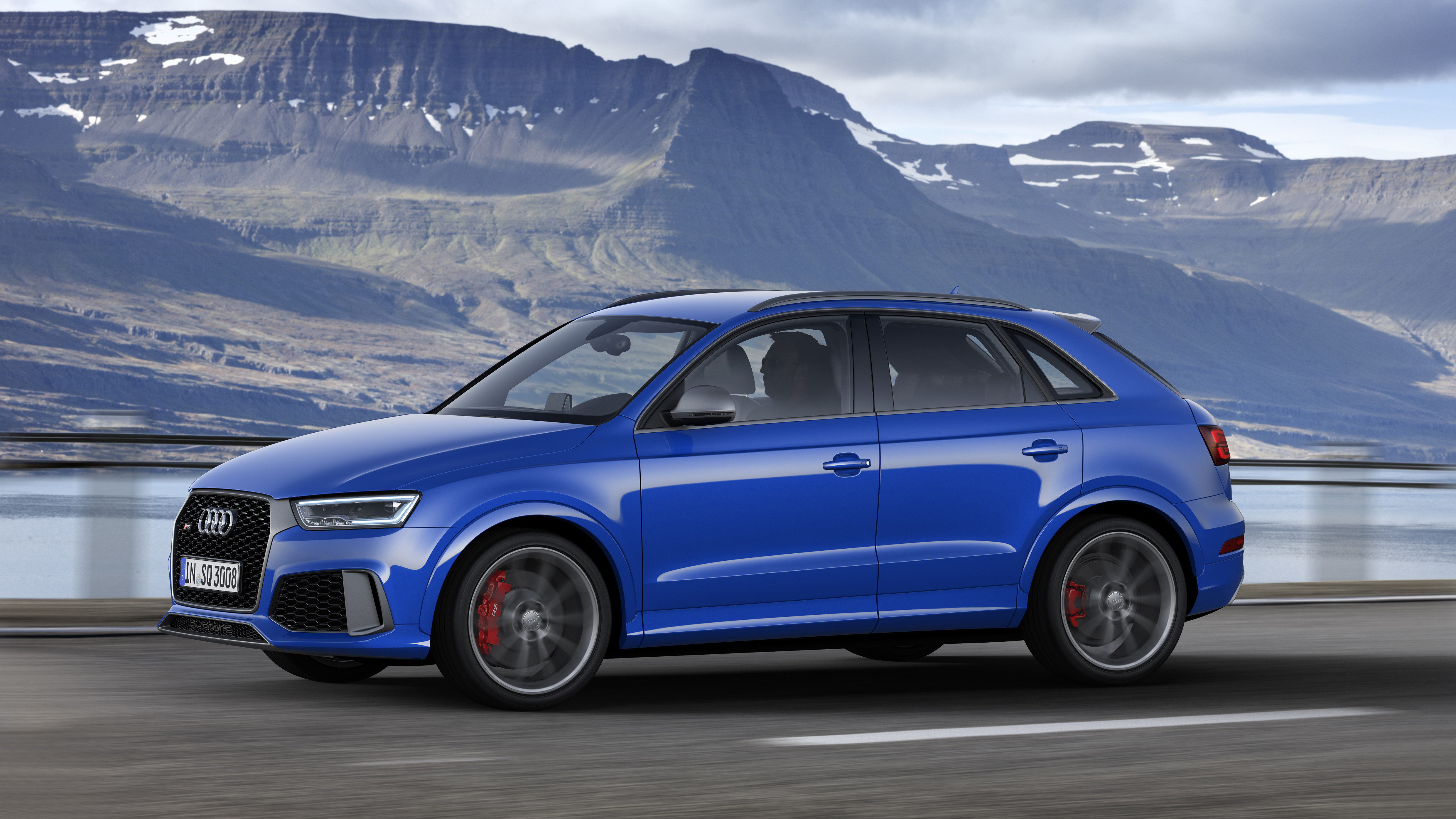
RS Q3 (2015)

## Второе поколение
В 2019 году было представлено второе поколение Audi RS Q3 в двух типах кузова, кроссовер и кросс-купе (Sportback). Двигатель 2.5 л. R5 TFSI мощностью 400 л. с., разгон от 0 до 100 км/ч составляет 4.5 секунды, максимальная скорость 250 км/ч.

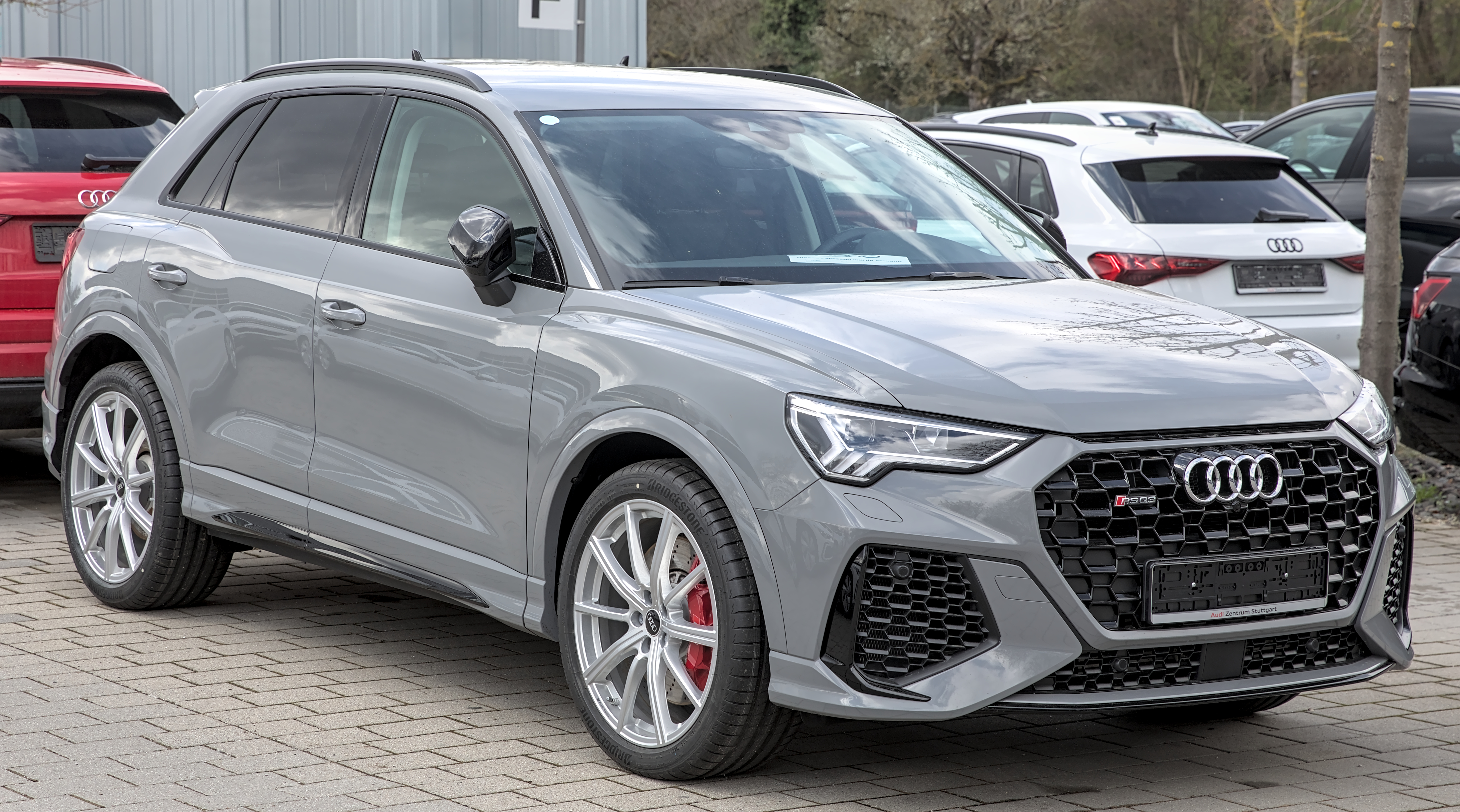
RS Q3 (2020)
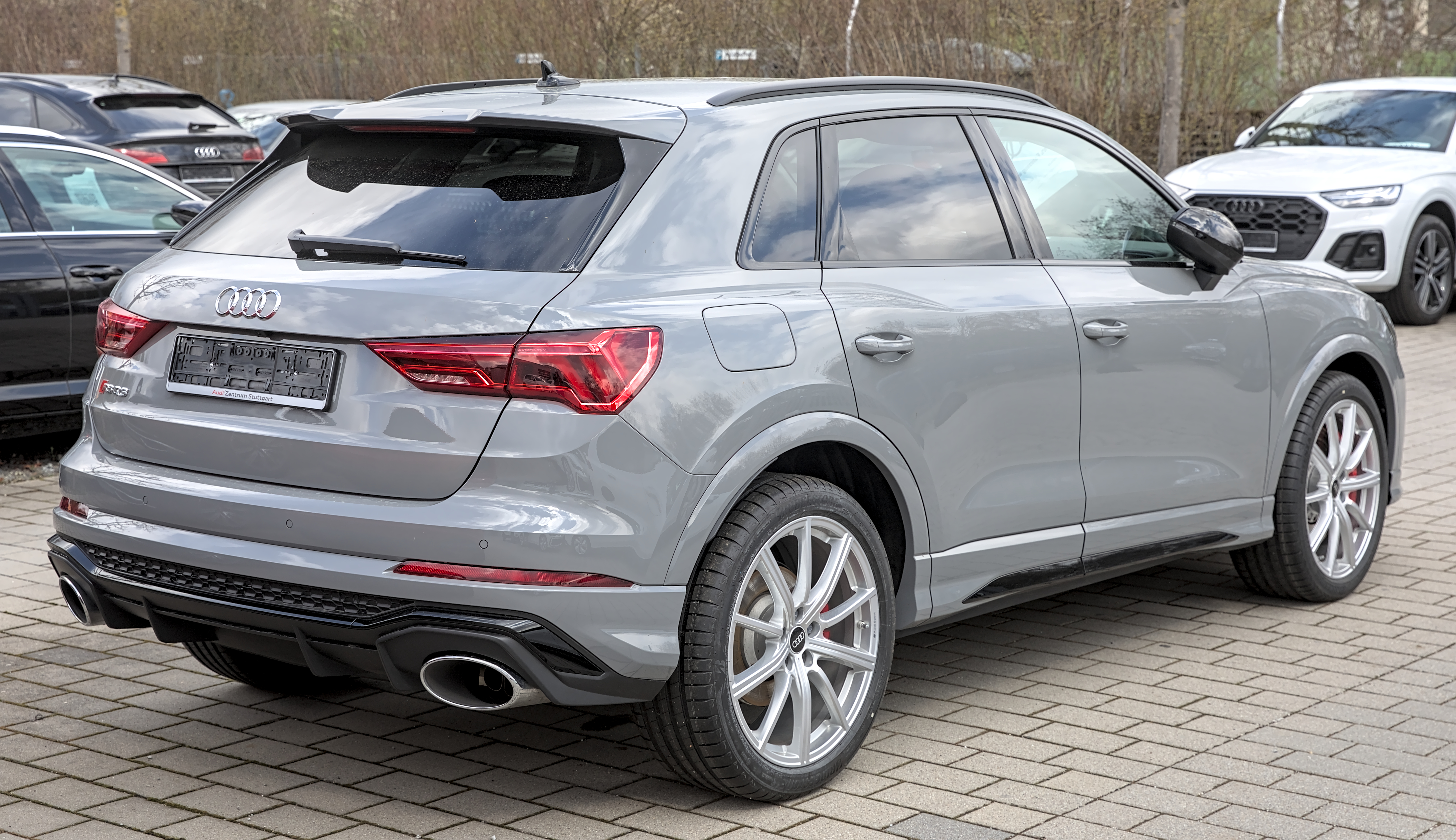
RS Q3 (2020)